# 광선강 고속철도
광선강 고속철도(중국어: 廣深港高速鐵路)는 중화인민공화국의 광저우 남역과 홍콩 가우룽 서역을 연결하는 고속철도이다. 징광 고속철도의 남부 구간으로 광저우 남역에서 스우 고속철도와 직결 운행한다. MTR 소속의 바이브런트 익스프레스 열차는 광저우 남역-가우룽 서역 구간만 운행한다. 

## 역사
- 2005년 12월 28일 : 본토 구간 착공.
- 2010년 1월 27일 : 푸톈 ~ 가우룽 구간 착공.
- 2011년 12월 26일 : 본토 구간 개통.
- 2014년 7월 : 푸톈 ~ 선전 구간 개통.
- 2018년 9월 23일 : 푸톈 ~ 가우룽 구간 개통.[1]

## 역 목록
| 한국어           | 중국어 | 영어            | 영업 거리 (km) | 소재지   |
| ---------------- | ------ | --------------- | -------------- | -------- |
| 광저우 남역      | 广州南 | Guangzhou South | 2,105          | 광저우시 |
| 칭성 역          | 庆盛   | Qingsheng       | 2,136          | 광저우시 |
| 후먼 역          | 虎门   | Humen           | 2,155          | 둥관 시  |
| 광밍청 역        | 光明城 | Guangmingcheng  | 2,191          | 선전시   |
| 선전 북역        | 深圳北 | Shenzhen North  | 2,208          | 선전시   |
| 푸톈 역          | 福田   | Futian          | 2,216          | 선전시   |
| 홍콩 서 가우룽역 | 西九龍 | West Kowloon    | 2,247          | 홍콩     |

## 같이 보기
- 징스 고속철도
- 스우 고속철도
- 우광 고속철도